# Merzen
Merzen là một đô thị của huyện Osnabrück, bang Niedersachsen, Đức. Đô thị này có diện tích 52,94 km².